# Шварц, Иоганн Христофор
Иоганн Христофор Шварц (1722—1804) — бургомистр города Риги, остзейский писатель и учёный.
Происходил из знатного бюргерского рода города Риги, обучался в Лейпцигском университете юриспруденции, путешествовал потом по Германии, Голландии и Англии и, по возвращении в Ригу, поступил на общественную службу. Был в 1746—1753 гг. секретарём и в 1753—1761 гг. обер-секретарём Рижского магистрата, в 1761 г. был избран в ратсгеры, с 1772—1782 г. занимал должность обер-фогта и в 1782 г. был избран в бургомистры.
Шварц оказал городу большие услуги, твёрдо и настойчиво охраняя интересы его перед органами правительства. С 1767 по 1772 г. Шварц состоял, в качестве представителя города Риги, членом Екатерининской комиссии для сочинения нового Уложения и составил здесь проект судопроизводства. В 1783 г. был членом депутации, посланной в Петербург для ходатайствования перед правительством о согласовании предположенного ко введению в Прибалтийском крае губернского уложения с правами и особенностями страны.
По упразднении исторического городского устройства и введении в Риге городского уложения 21 апреля 1785 г., Шварц в 1787 году сложил с себя все общественные должности и посвятил себя науке. Он был выдающимся знатоком местного права и истории края, в особенности родного города; Дерптский университет в 1803 г. удостоил его научные заслуги дипломом доктора философии.

## Труды
- «Versuch einer Geschichte der Rigaschen Stadtrechte» 1785 (Опыт истории рижского городового права);
- «Versuch einer Geschichte der lievländischen Ritter- und Landrechte» 1794 (Опыт истории Лифляндского дворянского и земского права)
- «Vollständige Bibliothek kurländischer und piltenscher Staatsschriften», 2 тома, 1799 (Полная библиотека курляндских и пильтенских государственных документов).